# A família
A família a Neoton Família 7. stúdióalbuma, mely 1981-ben jelent meg, immáron 
Fábián Éva nélkül. Külföldön is megjelent, Dandelion címmel. Az albumról több dal sláger lett. Itthon is megjelent angol nyelven, az eredeti borítóval. A CD-változat 2001-ben jött ki; bónuszdalokat nem tartalmaz.

## Dallista
1. Kétszázhúsz felett – 4:25
2. Sámson és Delila – 4:41
3. Jöjjön a nyár! – 3:06
4. A legkisebb fiú – 3:52
5. Vadvirág – 3:46
6. Lobo, az idegen – 4:23
7. Egyszer megértelek – 3:30
8. Caligula – 4:26
9. Hazudós – 3:36
10. Régi zongorám	- 3:22

## Megjelenések
| Ország       | Formátum | Sorszám    | Kiadó  | Év   |
| ------------ | -------- | ---------- | ------ | ---- |
| Magyarország | LP       | SLPX 17678 | Pepita | 1981 |
| Magyarország | MC       | MK 17678   | Pepita | 1981 |
| Magyarország | CD       | HCD 17678  | Pepita | 2001 |